# Флавіус Доміде
Флавіус Доміде (рум. Flavius Domide, нар. 11 травня 1946, Арад) — румунський футболіст, що грав на позиції нападника за клуб УТ (Арад), а також національну збірну Румунії.
Дворазовий чемпіон Румунії.

## Клубна кар'єра
Народився 11 травня 1946 року в місті Арад. Вихованець футбольної школи місцевого клубу УТ (Арад). Дорослу футбольну кар'єру розпочав 1966 року в основній команді того ж клубу, кольори якої і захищав протягом усієї своєї кар'єри гравця, що тривала чотирнадцять років.  Більшість часу був основним гравцем атакувальної ланки команди. У сезоні 1968/69 допоміг рідній команді виграти національну футбольну першість Румунії, а наступного сезону захистити чемпіонський титул.

## Виступи за збірну
1968 року дебютував в офіційних матчах у складі національної збірної Румунії. Протягом кар'єри у національній команді, яка тривала 5 років, провів у формі головної команди країни 19 матчів, забивши 3 голи.
У складі збірної був учасником чемпіонату світу 1970 року у Мексиці, де був запасним гравцем і жодного разу на поле не виходив.

## Титули і досягнення
- Чемпіон Румунії (2):

УТА (Арад): 1968-1969, 1969-1970